# Равне (Котор Варош)
Равне су насељено мјесто у Босни и Херцеговини у општини Котор Варош, ентитет Република Српска. Према попису становништва из 1991. у насељу је живјело 443 становника.

## Становништво
Према попису становништва из 1991. године, мјесто је имало 443 становника.
| Демографија- | Демографија- | Демографија- |
| Година       | Становника   | Становника   |
| ------------ | ------------ | ------------ |
| 1948.        | 1.888        |              |
| 1953.        | 0            |              |
| 1961.        | 358          |              |
| 1971.        | 369          |              |
| 1981.        | 414          |              |
| 1991.        | 439          |              |

| Равне; Попис 2013: Укупно 339 становника |              |              |              |
| Година пописа                            | 1991.        | 1981.        | 1971.        |
| Бошњаци                                  | 414 (93,45%) | 382 (92,27%) | 357 (96,75%) |
| Хрвати                                   | 28 (6,321%)  | 27 (6,522%)  | 10 (2,710%)  |
| Срби                                     |              | 1 (0,242%)   | 1 (0,271%)   |
| Југославени                              |              | 3 (0,725%)   |              |
| Oстали и непознато                       | 1 (0,226%)   | 1 (0,242%)   | 1 (0,271%)   |
| Укупно                                   | 443          | 414          | 369          |